# Theodore Makridi
Theodore Makridi (ur. 1872 w Konstantynopolu, zm. 1940 w Stambule) – osmański a później turecki urzędnik muzealny i archeolog pochodzenia greckiego, kustosz w osmańskim muzeum imperialnym, pierwszy dyrektor Muzeum Benaki w Atenach (1931–1940). 
Z ramienia osmańskiego muzeum imperialnego towarzyszył Hugo Wincklerowi (1863–1913) w ekspedycjach do Boğazköy (dziś Boğazkale), gdzie odnaleziono tysiące glinianych tabliczek z pismem klinowym, przy czym większość z nich pokrywały teksty w nieznanym dotychczas języku. Tabliczki pochodziły z archiwum królewskiego i część z nich zapisana była w języku akadyjskim, co umożliwiło Wincklerowi zidentyfikowanie miejsca ich odkrycia jako stolicę państwa hetyckiego – Hattusę. Później czeski językoznawca Bedřich Hrozný (1879–1952), rozszyfrował pismo, odczytując język hetycki i wykazując, że należy on do rodziny indoeuropejskiej.  

## Życiorys
Theodore Makridi urodził się w 1872 roku w Konstantynopolu w rodzinie lekarza wojskowego Konstantyna Makridiego Paszy. Rodzina Makridich miała pochodzić z Macedonii z okolic współczesnego Amindeo. Po ukończeniu greckiego gimnazjum Fener Rum Lisesi  i elitarnego Galatasaray Lisesi w 1890 roku rozpoczął pracę dla urzędu zarządzającego długiem Imperium Osmańskiego (tr. Düyûn-ı Umûmiye). 
W 1882 roku został mianowany sekretarzem (tr. kâtip) w sekretariacie języka francuskiego osmańskiego imperialnego muzeum (tr. Müze-i Hümayun) i zaprzyjaźnił się z wicedyrektorem muzeum Halilem Edhemem Eldemem (1861–1938). Nominacja ta nastąpiła najprawdopodobniej za sprawą znajomości ojca Theodore’a, m.in. z artystą i archeologiem Osmanem Hamdim Beyem (1842–1910). Ojciec Theodore’a był zapalonym kolekcjonerem monet i przewodniczył muzealnemu komitetowi ds. numizmatyki. 
Pracując dla muzeum Theodore Makridi zainteresował się archeologią i zaczął praktykować u jednego z muzealnych archeologów Baltazziego, pomagając mu przy katalogowaniu zbiorów. Wkrótce zaczął pełnić funkcję przedstawiciela muzeum podczas bardziej znaczących zagranicznych wypraw archeologicznych na terenie imperium. Jako przedstawiciel muzeum opiekował się wyprawami pod względem logistycznym i pilnował, by zgodnie z prawem, część odnajdywanych artefaktów była przesyłana do muzeum. Towarzyszył m.in. austriackiemu archeologowi Otto Benndorfowi (1838–1907) podczas prac w Efezie (1897–1898, 1902–1903, 1905–1906), niemieckim ekspedycjom w Priene i Milecie, wyprawie niemieckiego archeologa Otto Puchsteina (1856–1911) do Baalbeku i Palmyry (1900–1902) oraz do Sydonu (1902). W 1902 roku Osman Hamdi Bey powierzył mu kierownictwo prac wykopaliskowych w Sydonie. Badania zaowocowały pierwszą publikacją Makridiego. Wkrótce równolegle do prac w Sydonie Makridi nadzorował wykopaliska w Ar-Rakka, gdzie odkryto pozostałości islamskiej porcelany. 
Rozgłos przyniosły mu prace w Boğazköy (dziś Boğazkale), miejscu odkrycia glinianych tabliczek, którymi zainteresował się niemiecki ekspert pisma klinowego Hugo Winckler (1863–1913) i w 1906 roku zorganizował ekspedycję. Makridi towarzyszył mu z ramienia muzeum, lecz wkrótce sam podjął badania pod okiem Wincklera. Podczas prac wykopaliskowych wyprawa odnalazła tysiące tabliczek, przy czym większość z nich pokrywały teksty w nieznanym dotychczas języku. Tabliczki pochodziły z archiwum królewskiego i część z nich zapisana była w języku akadyjskim, co umożliwiło Wincklerowi zidentyfikowanie miejsca ich odkrycia jako stolicę państwa hetyckiego – Hattusę. Sam Makridi nigdy nie uzyskał pozwolenia na opublikowanie wyników swoich prac w Boğazköy. Po śmierci Wincklera w 1913 roku Niemieckie Towarzystwo Orientalistyczne (niem. Deutsche Orient-Gesellschaft) powierzyło przygotowanie wydania tekstów z hetyckich tabliczek glinianych czeskiemu językoznawcy Bedřichowi Hroznemu (1879–1952), któremu udało się rozszyfrować teksty, odczytać język hetycki i wykazać, że należy on do rodziny indoeuropejskiej . 
Winckler w uznaniu umiejętności Makridiego wystąpił do Osmana Hamdiego Beya o przyznanie Makridiemu odpowiedzialności za kolejne wyprawy do Boğazköy. Makridi wraz z Wincklerem powrócili na wykopaliska w 1907 roku wraz z grupą niemieckich archeologów zainteresowanych pozostałościami zabudowań stolicy oraz w latach 1911–1912. 

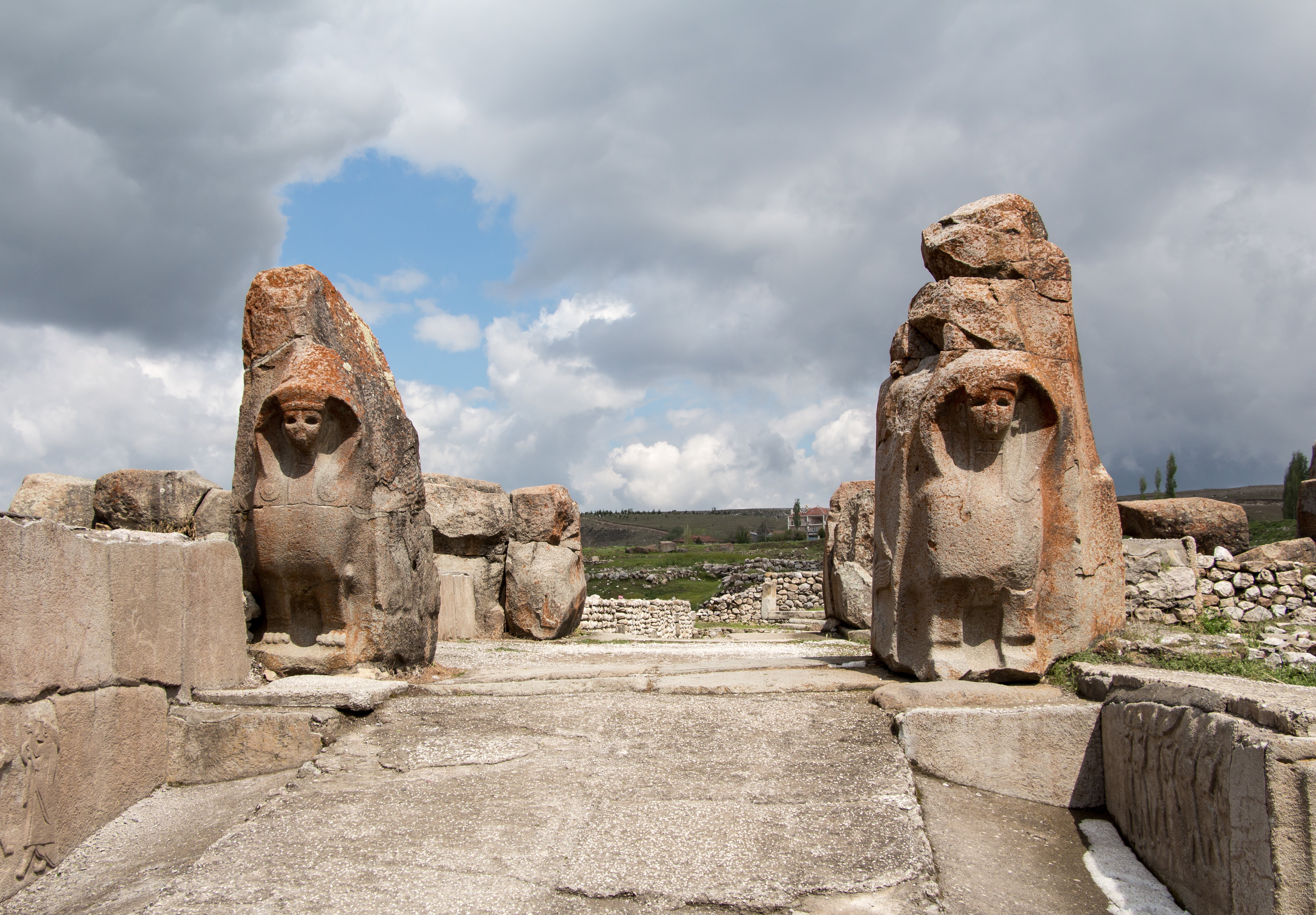
Brama Sfinksów, Alaca Höyük

W 1907 roku Makridi awansował na kustosza i jego wynagrodzenie zostało podwojone. Jako kustosz uczestniczył w wielu ekspedycjach archeologicznych w basenie Morza Śródziemnego, które obejmowały m.in.: 
- 1907 – Alaca Höyük, gdzie Makridi odkrył Bramę Sfinksów
- 1909 – sanktuarium Artemidy na wyspie Tasos
- 1910 – Notium, gdzie odkrył grobowiec znany współcześnie jako „Grobowiec Makridiego Beya”

W okresie wojen bałkańskich i I wojny światowej Makridi nie mógł podróżować i skupił się na pracy w Stambule i okolicy. W 1913 roku prowadził wraz z francuskim archeologiem Charles’em Picardem (1883–1965) badania w sanktuarium Apolla między Kolofonem a Notium, oraz z Georges’em Contenau (1877–1964) w Sydonie. 
W 1919 roku Makridi zaczął pracę w biurze katalogowania starożytnych artefaktów (tr. Asar-ı Atika Tasnif Memurluğu). W 1921 roku opublikował wraz z Picardem wyniki badań z Kyzikos. W okresie późniejszym specjalizował się w sztuce starożytnego Rzymu i Grecji oraz Bizancjum. W tym samym roku brał udział we francuskich pracach przy Złotej Bramie i w Sedd el Bahr. W 1925 roku badał kurhan przy dworcu kolejowym w Ankarze – były to pierwsze wykopaliska w nowej Republice Turcji. W latach 20. XX w. oprócz kolejnych prac wykopaliskowych, skupiał się na organizacji zbiorów muzealnych. 
W 1930 roku, po przejściu na emeryturę, dzięki zbliżeniu grecko-tureckiemu, za pozwoleniem rządu tureckiego przeprowadził się do Aten. Tam na zlecenie rodziny Benakis organizował nowoufundowane muzeum dla udostępnienia kolekcji sztuki Benakisów. Makridi peönil funkcję dyrektora placówki do śmierci w 1940 roku.   